# Utricularia albiflora
Utricularia albiflora — вид рослин із родини пухирникових (Lentibulariaceae).

## Біоморфологічна характеристика
Віночок ≈ 3 мм завдовжки, від білого до жовтого, шпора добре розвинена і трохи довша за нижню губу.

## Середовище проживання
Ендемік Австралії — пн. Квінсленд.